# ヘイル・オブ・ブレッツ
ヘイル・オブ・ブレッツ (Hail of Bullets)は、オランダ・アメルスフォールト出身のデスメタルバンド。第二次世界大戦に関連する戦闘や国家・軍隊、軍人を主なテーマに扱った楽曲を発表している。

## 略歴
2006年年末に、ギタリストのステファン・ヘベーディ (G)を中心に結成。結成に参加したメンバーは、Asphyx、ゴアフェスト、タナトス、Houwitserといったバンドで活動経験があり、互いに知った仲であった。結成時から、オールド・スクール・デスメタルバンドとすることを目的としていた。2007年、バンド名を冠したデモ『Hail of Bullets』をリリース。プロデューサーには、ダン・スワノを起用している。このデモをきっかけに、アメリカ合衆国の大手ヘヴィメタルレーベル・メタル・ブレイド・レコーズと契約。2008年に1stアルバム『…Of Frost And War』をリリースしデビューする。同アルバムは、第二次世界大戦のドイツ対ソ連の戦闘（独ソ戦）をテーマとしていた。
2009年には、1stEP『Warsaw Rising』をリリース。2010年には、2ndアルバム『On Divine Winds』をリリース。同アルバムは、大日本帝國の栄枯盛衰をテーマに扱ったコンセプトアルバムで、主に太平洋戦争開戦のきっかけとなった真珠湾攻撃から終戦の玉音放送までを扱っている。日本でも、メタル・ブレイド・レコーズ・ジャパンから日本盤が邦題『吹けよ神風!』としてリリースされた。リリース後には、ヴァッケン・オープン・エアなどのフェスティヴァルにも出演した。2013年に、3rdアルバム『III: The Rommel Chronicles』をリリース。同アルバムは、ヴァイマル共和国軍やドイツ国防軍等で活躍し、陸軍元帥となったエルヴィン・ロンメルの一生を扱ったコンセプトアルバムである。
2015年11月末、ボーカリストのマルティン・ファン・ドルネンが脱退。この脱退は、マルティンと他のバンドメンバーとの確執が大きな原因となっており、マルティンは「このバンドにいても全くもって幸せではない」、バンド側は「マルティンとバンド活動を共にすることはできない」と述べている。後にマルティンがインタビューで語ったところによれば、元々マルティンがバンド側といくつかの事柄について緊張状態にあった中、マルティンが酒に酔った勢いで罵詈雑言を並び立てたメールをメンバーに送付したことが脱退の引き金となった。ただし、マルティンの言い分ではこのような事態は初めてでは無く、過去に同様の事例があった際にもあるバンドメンバーがマルティンの主張を聴こうともしなかったことが背景にあるとしている。
その後、デイヴィッド・イングラム (Vo)がライヴセッションで参加することが発表され、その後、正式に加入した。
2017年3月中旬、解散することが発表された。バンド側は、数年前からバンド内で問題（バンド側はdiseaseと表現）を抱えており、その原因を排除したものの、問題は予想以上に深刻でバンドを立て直すことが出来なかったと述べている。

## メンバー

### 解散時のメンバー
- デイヴィッド・イングラム (David Ingram) - ボーカル

イギリス出身。セッションとして参加し、後に正式加入した。
- ステファン・ヘベーディ (Stephan Gebédi) - ギター

タナトスなどでも活動。
- パウル・バーイェンズ (Paul Baayens) - ギター

タナトス、Asphyxなどでも活動。
- テオ・ファン・エーケレン (Theo van Eekelen) - ベース

タナトスなどでも活動。
- エド・ワービー (Ed Warby) - ドラムス

エレジー、ゴアフェスト、Ayreon、The 11th Hour、Demiurg、Star One、Orphanageなどで活動。アフター・フォーエヴァーのライヴにセッションとして参加したこともある。

### 旧メンバー
- マルティン・ファン・ドルネン (Martin van Drunen) - ボーカル

ペスティレンス、Asphyxなどでも活動。

### ライヴセッション
- デイヴィッド・イングラム (David Ingram) - ボーカル

マルティン・ファン・ドルネン脱退後のライヴに参加。後に正式加入した。

## ディスコグラフィ
- 2007年 Hail of Bullets (Demo)
- 2008年 ...Of Frost And War
- 2009年 Warsaw Rising (EP)
- 2010年 吹けよ神風! On Divine Winds
- 2013年 Imperial Anthems Vol. 11 (Split)
- 2013年 III: The Rommel Chronicles